# Guzara (huyện)
Guzara là một huyện thuộc tỉnh Herat, Afghanistan. Dân số thời điểm năm 1999 là 109,738 người.